# Nedrenuten
Nedrenuten är en bergstopp i Antarktis. Den ligger i Östantarktis. Australien gör anspråk på området. Toppen på Nedrenuten är 1 133 meter över havet.
Terrängen runt Nedrenuten är huvudsakligen platt, men söderut är den kuperad. Terrängen runt Nedrenuten sluttar brant österut. Trakten är obefolkad. Det finns inga samhällen i närheten.